# Còdex Atlàntic
El Còdex Atlàntic és la recopilació de documents de Leonardo da Vinci més extensa realitzada fins avui. Es deu a Pompeo Leoni, escultor i col·leccionista italià del segle xvi, i conté els dibuixos més espectaculars realitzats per Leonardo sobre projectes tecnològics innovadors, armes i fortificacions, aparells hidràulics, màquines voladores i embarcacions. Moltes parts i dibuixos del Codex Atlanticus de Leonardo es dediquen a la seva recerca durant les seves estades al llac de Como a Lierna, incloent Fiumelatte i les coves de la muntanya.
En aquests dibuixos, poden detectar-se tots els trets de la sorprenent genialitat de Leonardo i el seu apassionat interès per la mecànica i l'anatomia. El material recopilat, que inclou 1.119 folis, formats per fulls i fragments de tota classe i mesura, abasta tot el transcurs de la productiva vida de Leonardo, des del 1478 fins al 1518, i també fa mostra de la seva habilitat artística en els estudis per a quadres com l'Adoració dels mags, Leda i el cigne i La batalla d'Anghiari, o dels projectes per als monuments eqüestres de Francesco Sforza i Gian Giacomo Truvulzio, així com per a autòmats. Cada full conté, a més a més, abundants anotacions sobre aspectes teòrics i pràctics de pintura i escultura, sobre òptica, perspectiva, teoria de la llum i de les ombres i materials emprats per l'artista. Finalment, el Còdex Atlàntic conté importantíssims exemples de projectes arquitectònics i urbanístics que Leonardo no va poder acabar, des dels primers estudis per a la renovació urbanística de la ciutat de Milà fins al projecte tardà d'un nou palau Mèdici-Riccardi a Florència, fins també la concepció d'un nou palau reial a Romorantin-Lanthenay, a França, preludi del palau de Versalles.

## Història de la conservació

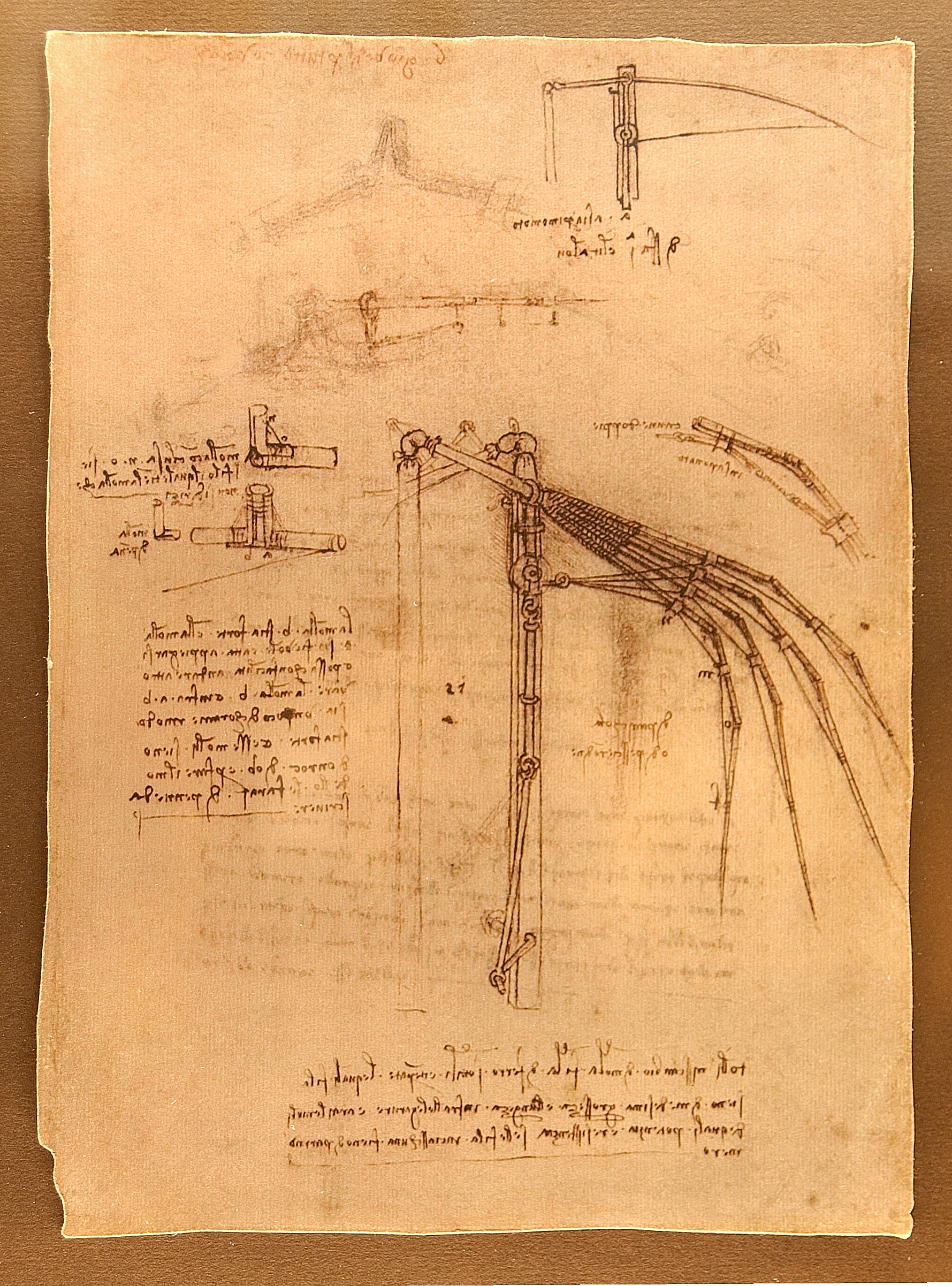
Ala mòbil

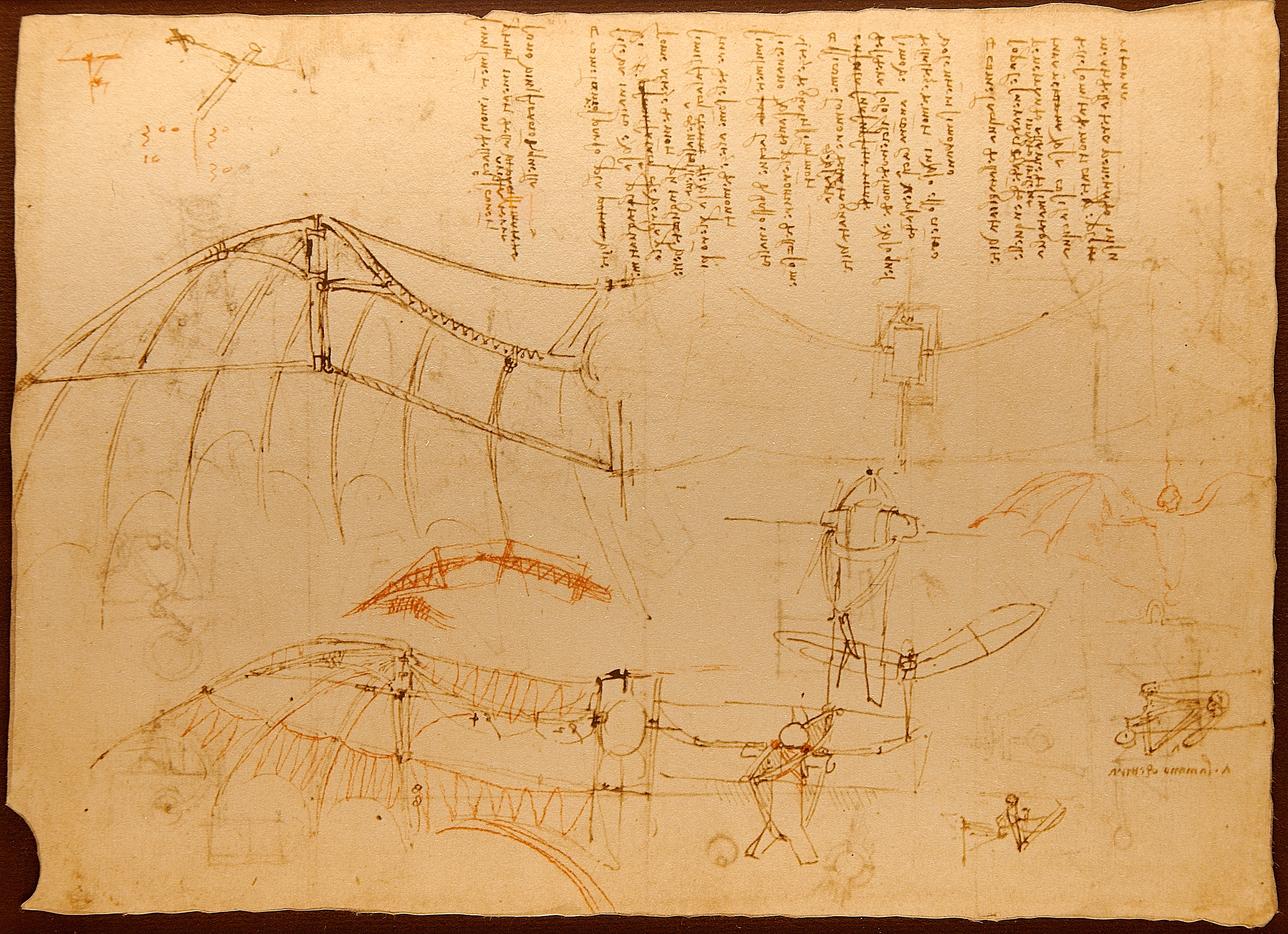
Ala batent

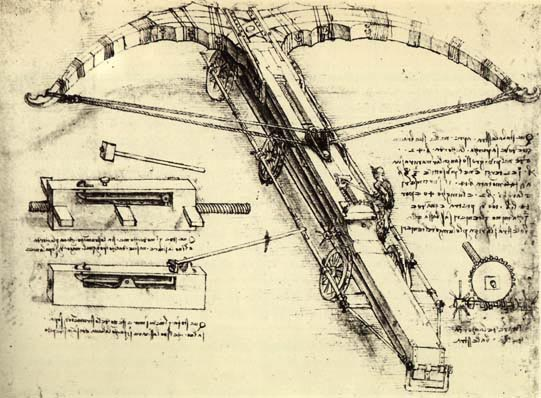
Ballesta

Actualment (des del 1972), el Còdex Atlàntic torna a ser una col·lecció enquadernada de dibuixos i escrits de Leonardo da Vinci. Consta de 1.119 fulls, relligats en dotze volums, que daten del 1478-1519: tracten una gran varietat de temes, des del vol fins a l'armament, instruments musicals, matemàtiques o botànica. Es va fer així perquè hi havia referències del còdex en forma de llibre i s'han trobat restes de cola als folis. En ser comprat per l'escultor Pompeo Leoni, fill de Leone Leoni, durant el final del segle xvi, va esquarterar els quaderns de Leonardo durant la seva formació. Va ser "tornat a posar en forma" el 1968 i es troba a la Biblioteca Ambrosiana, a Milà.
El còdex va ser restaurat i enquadernat pels monjos basilians que treballaven al Laboratori per a la Restauració de Llibres i Manuscrits Antics de l'abadia grega exàrquica de Santa Maria de Grottaferrata des del 1968 fins al 1972.
L'abril del 2006, Carmen Bambac del Museu Metropolità d'Art de la ciutat de Nova York va descobrir una invasió extensa de floridures de diversos colors, incloent-ne de negres, vermelles i violetes, juntament amb la inflor d'alguns fulls. Monsignor Gianfranco Ravasi va alertar l'institut de conservació, l'Opificio delle Pietre Dure, de Florència. L'octubre del 2008, es va determinar que els colors en els fulls no eren resultat de cap floridura, sinó que van ser causats per les sals de mercuri afegides precisament per protegir el còdex de la floridura. A part, les taques semblen estar no pas en el còdex sinó en els cartrons més recents.

## Edició facsímil
Títol. Il codice atlantico
Autor: Leonardo, da Vinci
Editorial: [Firenze] Giunti-Barbera [1973-1975]
Edició-idioma: Italià (ita)
Persona designada: Leonardo, da Vinci
Tipus de document: llibre
OCLC: 2162518
Descripció: 12 v. (1119 l.) facsímils ampliats a 60 cm
Responsabilitat: edició facsímil segons la restauració de l'original conservat a la Biblioteca Ambrosiana de Milà.

## Llocs externs
http://codex-atlanticus.it/#/